# Ферментативная кинетика

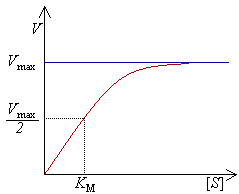
Теоретический график зависимости скорости ферментативной реакции (V) от концентрации субстрата (S) при постоянной концентрации фермента.

Ферментати́вная кине́тика — зависимость скорости химической реакции от её условий — раздел биохимии, предметом изучения которого являются химические реакции, катализируемые ферментами, изучающий закономерности течения во времени и механизм ферментативных реакций. Ферментативная кинетика занимается исследованием закономерностей влияния химической природы реагентов (субстратов, ферментов), количественным изучением эффектов варьирования условий (кинетики) той или иной химической реакции (концентрация, pH среды, температура, присутствие активаторов или ингибиторов), а также измеряет её скорость. Изучение ферментов позволяет выявить каталитический механизм действия определённого фермента и контролировать его роль в процессе обмена веществ, способного замедлять (ингибировать) или ускорять (активировать) ход химической реакции. Таким образом, кинетические исследования позволяют не только определить сродство и специфичность связывания субстратов и ингибиторов к ферментам, но и найти максимальную скорость процесса, катализируемого специфическим ферментом, а также попутно решить многие другие задачи и возникающие проблемы. При этом, основная часть проблем ферментативной кинетики сводится к:
- анализу предполагаемых схем ферментативных реакций,
- выводу уравнений скорости, соответствующих этим схемам,
- сопоставлению полученных зависимостей с данными эксперимента.

Одним из характерных проявлений жизни на Земле является уникальная способность живых организмов кинетически регулировать течение химических реакций, тем самым подавляя стремление к достижению термодинамического равновесия. Основная цель изучения кинетики ферментативных реакций — получение информации, способствующей выяснению молекулярного механизма действия фермента.
Ферменты представляют собой белковые молекулы, которые управляют скоростью химической реакции между молекулами других веществ (субстратами ферментов). Ферментативный механизм в ходе детального исследования представляет собой серию шагов превращения молекул активного субстрата, связанного с ферментом, в конечные продукты химической реакции. Подобно всем катализаторам, ферменты ускоряют как прямую, так и обратную реакцию, понижая энергию активации процесса. Химическое равновесие при этом не смещается ни в прямую, ни в обратную сторону. Отличительной особенностью ферментов по сравнению с небелковыми катализаторами является их высокая специфичность — константа связывания некоторых субстратов с белком может достигать 10−10 моль/л и менее. Каждая молекула фермента способна выполнять от нескольких тысяч до нескольких миллионов «операций» в секунду. При этом эффективность ферментов значительно выше эффективности небелковых катализаторов — ферменты ускоряют реакцию в миллионы и миллиарды раз, тогда как небелковые катализаторы только в сотни и тысячи раз.